# 왕버들
왕버들(학명: Salix chaenomeloides Kimura)은 버드나무과에 속하는 갈잎 큰키나무이다. 원산지는 한국이며 일본, 중국, 타이완에도 서식한다. 키는 10~20m로 크며 주로 습지나 냇가에서 자란다. 주왕산 주산지와 함평 자연생태공원 호수에 서식하는 데서 알 수 있듯이 물 속에서도 썩지 않고 살 수 있다. 줄기가 굵고 몸집이 커서 마을의 정자나무로 많이 심었다. 잎은 어긋나고 타원형이거나 긴 타원 모양이며 새로 돋을 때 붉은 빛이 돈다. 암수딴그루이고, 4월에 잎과 함께 꽃이 핀다. 잎겨드랑이에 기다랗게 꽃이삭이 달리는데 비스듬히 위를 향한다.

## 사료에서의 등장
조선 시대에 차천로(車天輅)가 쓴 《오산설림》(五山說林)이라는 책에 실린 내용에 따르면 훗날 세조로 즉위한 수양대군이 기생집 방에서 곯아떨어져 있을 때 기생의 기둥서방에 쫓겨 숨을 곳을 찾다가 마침 속이 썩어 텅 비어 있는 늙은 버드나무의 구멍 속으로 피했다는 이야기가 있다. 이는 왕버들의 고목은 대부분 커다란 구멍이 뚫려 있는 사실을 반영한다.:16
왕버들은 습기가 많고 축축한 땅이나 대체로 바로 옆에 물이 있는 개울가에 터를 잡아 항상 습기가 가득한 몸체로 살아 둥치가 잘 썩어 왕버들 고목은 대부분 커다란 구멍이 뚫려 있다. 이렇게 생긴 구멍과 관련하여 도깨비 이야기가 있다. 그래서 한자 이름도 귀신이 사는 버들이란 뜻으로 ‘귀류’(鬼柳) 또는 개울 옆에 잘 자란다고 하여 ‘하류’(河柳)이다.:16
유운홍(劉運弘, 1797~1859)의 작품 〈유제조어도〉(柳堤釣漁圖)에서 비스듬히 개울 쪽으로 기울어져 자라는 왕버들 고목이 둑을 따라 늘어서 있고 두 사람이 앉아 고기를 낚고 있는 모습이 그려져 있다.:16

## 형태
높이가 20m에 달하는 낙엽 교목으로 나무껍질은 회갈색이고 깊이 갈라지며 어린 가지는 황록색이다. 잎은 어긋나기하고 새로 나올 때는 붉은 빛이 돌며 타원형 또는 긴 타원형이며 턱잎은 귀모양이다. 길이 3~10cm, 너비 3~4cm이다. 표면은 녹색으로 광택이 있고 뒷면은 흰빛이 돌며 가장자리에 안으로 굽은 가는 거치(40여개 이상)가 있다.
암수딴그루로 꽃은 4월에 잎과 같이 꼬리모양 꽃차례로 달린다. 수꽃차례는 위를 향하며, 길이 4~5cm이고 꿀샘 및 수술 6개가 있으며, 양면에 털이 없다. 암꽃차례는 위로 비스듬히 서며, 길이 5~8cm이고 꿀샘 1개가 있으며 꽃차례 축에는 털이 밀생한다. 열매는 달걀형 또는 긴 달걀형으로 털이 없으며 5~6월에 성숙한다.:15

## 생육 특성
왕버들의 원산지는 한국이며 일본, 중국, 타이완 등에서도 서식한다. 일반적인 버드나무속 식물은 북방계 식물이기 때문에 백두산이나 시베리아까지 분포하지만 왕버들은 남부 지방에 주로 분포한다는 점이 특이하다. 황해도와 강원도의 다소 온난한 해안가에서도 생육하고 있다. 수고는 10~20m로 주로 습지나 냇가에서 자란다. 한국에서 볼 수 있는 버드나무의 종류는 약 36종인데 왕버들이 다른 버드나무와 가장 큰 차이점은 잎이 타원형으로 넓고 신초가 붉은 색을 띤다는 점이다(김용식 등, 2000; 박상진, 2001; 윤주복, 2004).:15
대한민국의 명승 105호인 청송군 주산지에서 보듯이 왕버들은 물 속에서도 자랄 수 있다. 버드나무류가 물 속에서도 자랄 수 있는 이유는 수목 내 생리물질인 식물 호르몬의 농도 변화에 따른 것이다. 즉 일반적인 수목은 물에 잠기면 공기와 차단됨에 따라 토양 내 산소가 부족해지고 뿌리의 기능이 떨어져 괴사하게 된다. 그러나 버드나무류가 물에 잠기면 수목 내 에틸렌과 옥신의 농도가 증가하고, 지베렐린과 사이토키닌이 감소하여 식물의 구조에 변화가 생기고, 기공의 폐쇄를 유도하는 아브시스산의 농도가 증가함으로써 기공을 닫는다. 이러한 호르몬의 변화로 인해 이산화탄소와 유해 가스를 배출시키게 되고 부정근이 발생함으로써 물에 잠겨 쇠약해지거나 고사한 뿌리의 기능을 대체하게 된다(강기호 등, 2014).:15

## 사진

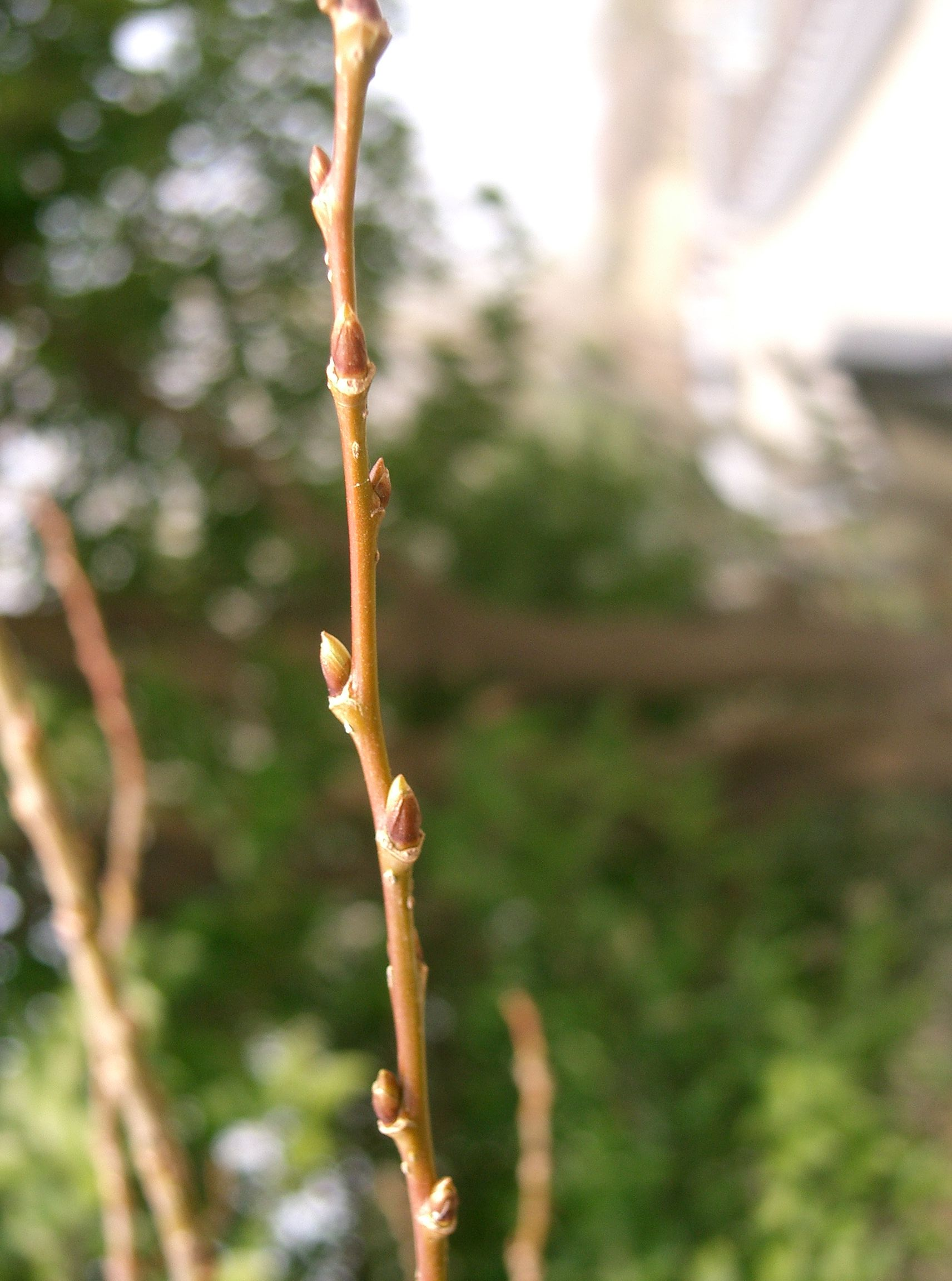
새 가지
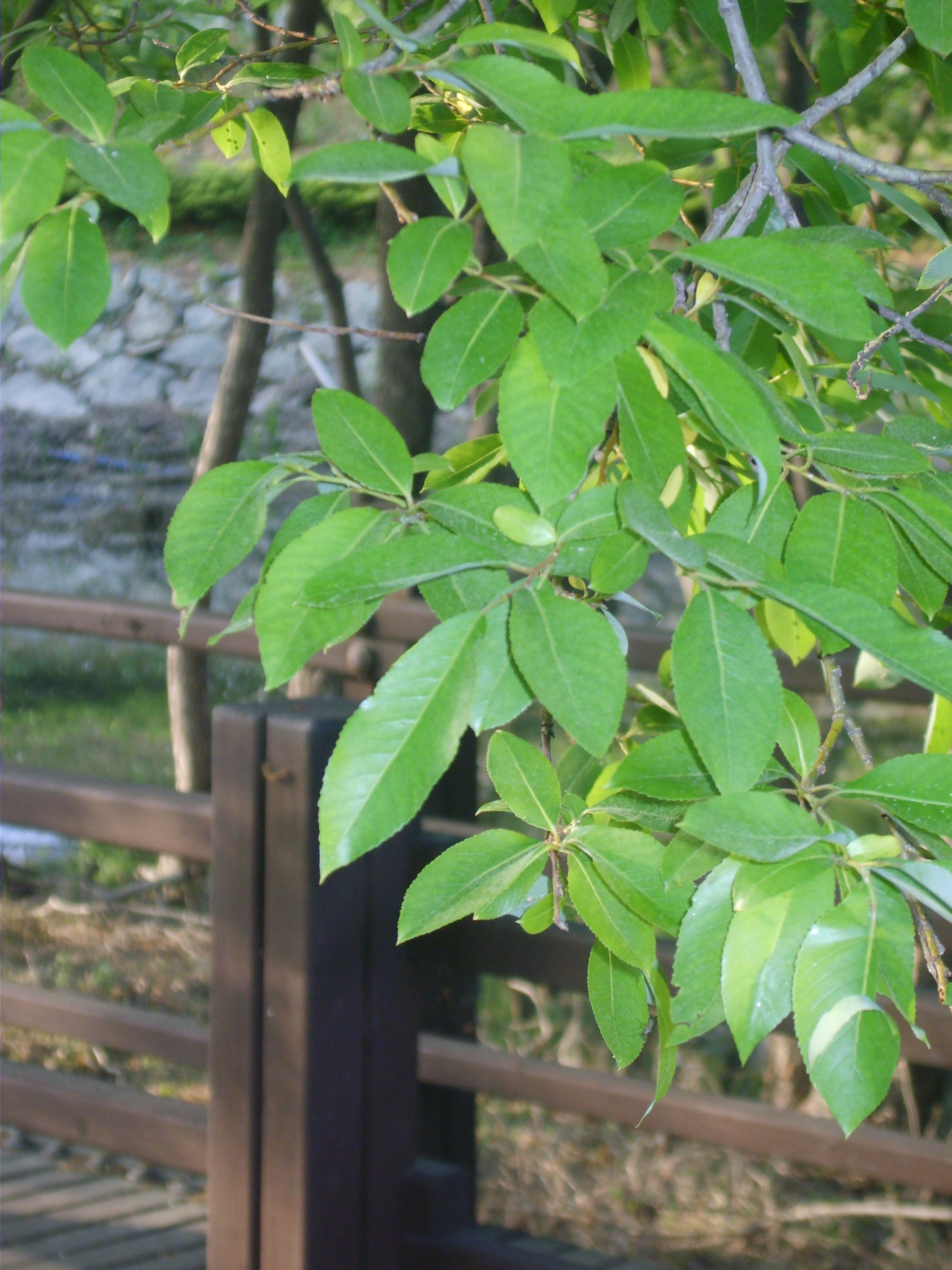
잎
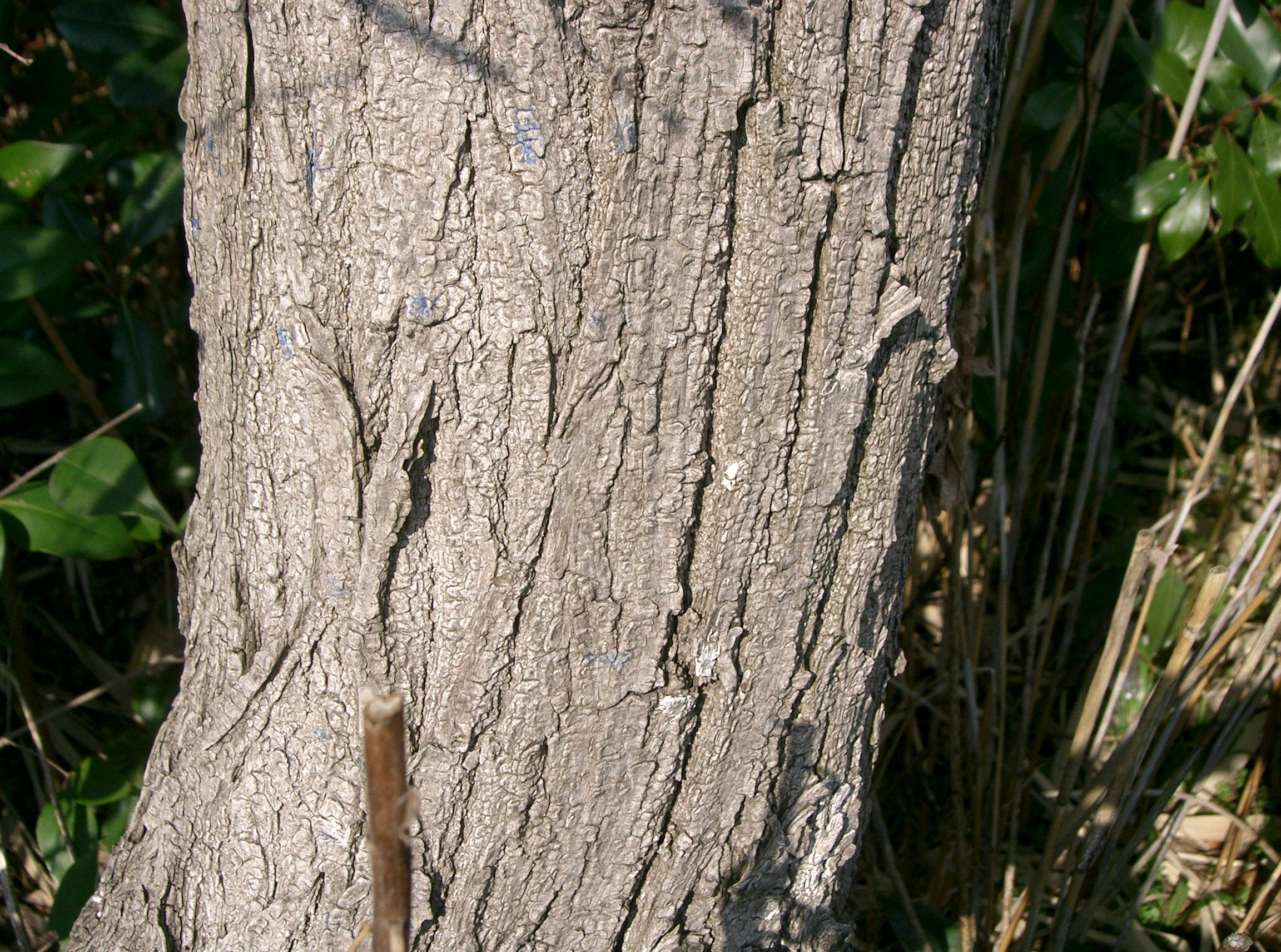
줄기

## 같이 보기
- 김제 봉남면의 왕버들
- 청송 관동의 왕버들

## 참고 문헌
- 김용식; 송근준; 안영희; 오구균; 이경재; 이유미 (2000). 《조경수목 핸드북》. 광일문화사. ISBN 89-85243-25-X.
- 윤주복 (2004). 《나무 쉽게 찾기》. 진선출판사. ISBN 978-89-7221-414-4.
- 박상진 (2001). 《궁궐의 우리 나무》. 눌와. ISBN 89-950852-6-6.